# Shimamoto Kazuhiko
Shimamoto Kazuhiko (島本和彦 Đảo Bản Hòa Ngạn), sinh ngày 26 tháng 4 năm 1961 ở Ikeda-cho (nay là Obihiro, Hokkaidō, Nhật Bản) là một mangaka người Nhật. Ông theo học ở Đại học Nghệ thuật Osaka khoa nghệ thuật tạo hình. Năm 1982 ông cho ra lò tác phẩm đầu tiên của mình, Hissatsu no Denkousei đăng trên tạp chí Shōnen Sunday. Sau việc này, Shimamoto bỏ học và tập trung vào việc sáng tác truyện tranh.
Shimamoto là tác giả của một số truyện tranh dài hơi có tiếng, tỉ như Honō no Tenkōsei và Moeyo Pen. Ông cũng là tác giả của Skull Man, một tác phẩm phỏng theo truyện tranh ngắn cùng tên của Ishinomori Shōtarō và có cốt truyện cũng được xây dựng dựa theo ý tưởng ban đầu của Ishinomori. Tác phẩm Gyakkyou Nine của ông cũng được chuyển thể thành phim truyền hình.
Một số cựu phụ tá của Shimamoto có thể kể đến là Katsu Aki, Fujihara Masaaki, Kubonouchi Eisaku, and Tetsuo Sanjō.

## Tác phẩm
- Honō no Tenkōsei (炎の転校生?)
- Kaze no Senshi Dan (風の戦士ダン?) (written by Tetsu Kariya)
- Nine in Adversity (逆境ナイン Nine in Adversity Gyakkō Nain?)
- Mubou Captain (無謀キャプテン ?)
- Otoko no Ichimai Red Card (男の一枚 レッド・カード ?)
- Gekitou (ゲキトウ ?)
- Moeru V (燃えるV?)
- Insider Ken (インサイダーケン?)
- Wonder Bit (ワンダービット ?)
- Chousensha (挑戦者 ?)
- Onsen Man (オンセンマン ?)
- Brazil Kara no Tegami (ブラジルからの手紙?)
- Totsugeki Wolf (とつげきウルフ?)
- Battle Thunder (バトルサンダー ?)
- Moeyo Pen (燃えよペン ?)
- Hoero Pen (吼えろペン?)
- Shin Hoero Pen (新・吼えろペン?)
- Shinseiden Megashiddo (神聖伝メガシード?)
- Kamen Rider ZO (仮面ライダーZO ?)
- Kamen Rider Black PART X Imitation 7 (仮面ライダーBlack PART X イミテーション7?)
- Moeru!! Joshi Pro-Wrestling (燃える!! 女子プロレス?)
- The Shimamoto (ザ・島本?)
- Dainetsugen (大熱言?)
- Despai (デスパイ ?)
- Mega Mega Miina (メガMEGAみーな?)
- Hoono no Ninja Man (炎のニンジャマン?)
- Hoono no Nobunaga Sengoku Gaiden (炎の信長・戦国外伝 ?)
- Kamen Boxer (仮面ボクサー?)
- Nagareboshi no Jackel (流れ星のジャッカル ?)
- Hoono no Fudekon (炎の筆魂?)
- Hoono no Fudekon Nino Kobushi (炎の筆魂 弐之拳?)
- Insider Ken (インサイダーケン?)
- Skull Man (スカルマン?) (based on the original Shotaro Ishinomori manga)
- Manga Nihon no Keizai (マンガ日本の経済?) (collaboration with Shotaro Ishinomori)
- Anime Tenchou (アニメ店長?)
- Takyuu Shachou (卓球社長?)
- Moero!! King of Heart Kidou Butou Den G Gundam (燃える!! キング・オブ・ハート 機動武闘伝Gガンダム?)
- Battlefield (Battleフィールド?)
- Samurai Spirits (サムライスピリッツ?)
- Samurai Spirits 4 Koma Daikoushin (サムライスピリッツ4コマ大行進?)
- Aoi Honō (アオイホノオ?)

## Thiết kế nhân vật
- BS Anime Yobanashi (BSアニメ夜話?) (Thiết kế tựa)
- Ashita no Joe no Houteishiki (あしたのジョーの方程式?) (Sasakibara Go)
- Mobile Fighter G Gundam (機動武闘伝Gガンダム?)
- Sangokushi Taisen (三国志大戦?)
- Rival Schools (ジャスティス学園?) (Neketsu Hayato)
- Live A Live (ライブ・ア・ライブ?) (Near Future setting design)
- Honoo no Takuhaipin (炎の宅配便?) (thiết kế nhân vật và giám sát quá trình viết kịch bản)